# 教案設計
教案設計是一種以教學為目的之創造性的行為，教師或教案編寫者將知識經過自我轉化、改造，並依照所教授學科的特點和教學內容及教學對象，搜集資料、處理資訊、設計方案的過程。